# Поп Пикси
Поп Пикси је италијанска телевизијска цртана серија и спин-оф Винкс клуба. Главни јунаци су чаробна створења: пиксији, патуљци и гноми, као и чаробне животиње, сви они живе у малом селу званом Пиксивил. Село се напаја од стране Дрвета живота, древног дрвета, које даје пиксијима магичне мехуре, који садрже позитивну магију посебног талента. Сваки пикси има посебан таленат, и када га користи да помогне другима добија магични мехур и постаје Поп Пикси. Непријатељи пиксија су патуљци, који се шале на њихов рачун и праве невоље. 
У Србији, Црној Гори, Босни и Херцеговини и Македонији серија је премијерно емитована 2012. године на ТВ Ултра, а затим су и Хепи ТВ, ТВ Мини, Студио Б, Пинк кидс, КЦН Коперникус, РТРС и Наша ТВ емитовале ову серију на српском језику. Синхронизацију је радио студио Лаудворкс.

## Ликови

### Пиксији
- Амор је власница продавнице са напицима, која је једина продавница те врсте у Пиксивилу. Она је пикси емоција. Њени асистенти су Отис, љубичасти пикси нилски коњ, и безимена сова.
- Кармел је власница најпознатије посластичарнице у Пиксивилу, Моли Му, и њен магични мехур јој даје невероватну снагу. Она је пикси супер снаге и сестра близнакиља Мартина. Њен асистент је Тина, пикси свиња, која је веома себична и једе превише Кармелиних колача.
- Чата је пикси трачарења и користи своје трачарење као средство одбране и напада на своје непријатеље.
- Шери је најбогатији пикси у Пиксивилу и пикси времена. Њен магични мехур јој даје моћ контроле времена, и њен асистент је Лулу, елегантна мачка.
- Фиксит је пикси техномагије и ради у продавници играчака код гнома Августа, где користи свој таленат да направи невероватне играчке. Његов магични мехур му даје невероватну интелигенцију, коју користи да направи посебне изуме, комбинујући магију и техномагију.
- Диџит је исто пикси техномагије. Магични мехур му даје моћ коришћења технологије. Диџит је постала мушко у Поп Пикси, за разлику од Винкс клуба.
- Ливи је пикси гласник у Винкс клубу, али му овде магични мехур даје моћ супер брзине. И Ливи је постала мушко такође.
- Локет њен магични мехур даје моћ да отвара чаробне пролазе и пронађе све што је сакривено. Ради у Пикси Плази, најпознатијем хотелу у Пиксивилу.
- Мартино је бармен у Моли Му и Кармелин брат близанац. Његов магични мехур му даје моћ да изводи разне акробације. Он је пикси акробатике.
- Пем ради у најпознатијем фризерском салону у Пиксивилу. Њен магични мехур је убрзава у фризирању и сецкању. Њен асистент је јеж по имену Бамбу.
- Пиф је пикси слатких снова и има зеца као пратиоца. У овом серијалу може да прича, за разлику од Винкс клуба, где је само правила бебеће звуке.
- Глим је беба и не уме да прича. Њена кућа засветли када то пожели, представљајући свица.
- Тјун је пикси манира и њен магични мехур јој даје моћ да буде васпитана и да плаче веома гласно.

### Патуљци
- Флокси је патуљак са посебним талентом збијања лоших шала. Није превише интелигентан и најнезрелији је од свих патуљака. Лењ је и себичан, више воли колаче од новца. Његова животиња је твор по имену Било.
- Максин је најлепша од свих патуљака и користи то да утиче на Рекса. Њена животиња је кобра по имену Родриго.
- Нарциса јако личи на Максин. Тврдоглава је и лења.
- Рекс је сујетни и арогантни патуљак. У поређењу са осталим патуљцима зрелији је и много покваренији, шта некад преплаши и саме патуљке. Његова животиња је тигар Клеопатра.
- Јука је патуљчица која обожава екстреман шопинг. Њена животиња је слепи миш по имену Тито. Спава дању, али је активан ноћу.

### Гноми
- Август је власник продавнице играчака у којој ради Фиксит. Захваљујући Фикситу његова продавница је успешна, али он све време покушава да нађе разлог да му смањи плату.
- Гринд је власник Пиксивилске банке и нико га никад није видео да се смеје.
- Роло је власник Пикси Плазе, најпознатијег хотела у Пиксивилу, где ради Локет.

### Животиње
Животиње имају велику улогу у друштву, баш као пиксији и гноми. Имају послове и иста права као и остали становници Пиксивила. За разлику од пиксија и гнома живе у кућама и шуми поред Пиксивила. Воле да се грле. Никада не раде лоше ствари као патуљци.

## Улоге
Гласови пиксија у овом серијалу се разликују од гласова у серијалу Винкс клуб, чије прве 3 сезоне је синхронизовао такође студио Лаудворкс.
| Име лика | Оригинални Глас       | Глас на српском      |
| -------- | --------------------- | -------------------- |
| Амор     | Џеси Винет            | Младена Веселиновић  |
| Кармел   | Грен Атак             | Александра Томић     |
| Чата     | Џенифер Сегуин        | Андријана Оливерић   |
| Шери     | Кари Финлаи           | Борка Томовић        |
| Фиксит   | Роберт Наилор         | Александра Томић     |
| Диџит    | Луцинда Давис         | Ирина Јанковић       |
| Ливи     | Паоло Де Сантис       | Томаш Сарић          |
| Локет    | Холи Гаутхиер Франкел | Нина Линта Лазаревић |
| Мартино  | Еланор Нобле          | Милош Ђуричић        |
| Пем      | Марина Брисхер        | Александра Ширкић    |
| Пиф      | Гага Бологнеси        | Александра Ширкић    |
| Тјун     | Ева Падоан            | Борка Томовић        |
| Флокси   | Габриел Патриарца     | Милан Антонић        |
| Максин   | Емауела Пасото        | Александра Ширкић    |
| Нарциса  | Деборах Цицорели      | Александра Ширкић    |
| Рекс     | Даниел Рафаели        | Марко Марковић       |
| Јука     | Сара Камацхо          | Борка Томовић        |
| Август   | Владимиро Конти       | Милош Ђуричић        |
| Гринд    | Мимо Страти           | Марко Марковић       |
| Роло     | Пиерлуиги Асторе      | Томаш Сарић          |
| Камила   | Иларија Ђорђино       | Александра Ширкић    |

## DVD издања
- Све епизоде овог серијала су објављене на 10 DVD-јева у издању хрватске компаније Тисак. Сваки DVD садржи српску и хрватску синхронизацију. Компанија Промакс филм плус је увезла 3 од 10 DVD-јева у Србију, док су остали доступни само у Хрватској.